# Liste der Bodendenkmäler in Krefeld
Die Liste der Bodendenkmäler in Krefeld enthält die denkmalgeschützten unterirdischen baulichen Anlagen, Reste oberirdischer baulicher Anlagen, Zeugnisse tierischen und pflanzlichen Lebens und paläontologischen Reste auf dem Gebiet der Stadt Krefeld in Nordrhein-Westfalen (Stand: 2011). Diese Bodendenkmäler sind in Teil B der Denkmalliste der Stadt Krefeld eingetragen; Grundlage für die Aufnahme ist das Denkmalschutzgesetz Nordrhein-Westfalen (DSchG NRW). Die folgende Auflistung der Bodendenkmäler in Krefeld ist unvollständig.
| Bild                  | Bezeichnung                                       | Lage                                                       | Beschreibung | Bauzeit                            | Eingetragen seit | Denkmal- nummer |
| --------------------- | ------------------------------------------------- | ---------------------------------------------------------- | --- | ---------------------------------- | ---------------- | --------------- |
| weitere Bilder        | Landwehr Hückelsmay                               | Benrad Nähe Gladbacher Straße, 47804 Krefeld Karte         | Die Landwehr bestand ursprünglich aus jeweils drei Gräben und zwei Wällen, die mit dichten Sträuchern bewachsen waren. Die derart befestigte Grenze war deshalb von schweren, berittenen Truppen oder Gespannen kaum zu durchdringen und nur an einigen durch Schlagbäume kontrollierten Durchgängen passierbar. Reste der Landwehr sind z.B. an der Stelle der genannten Koordinaten sichtbar. | um 1350                            |                  | KR001           |
| weitere Bilder        | Wasserburg Haus Traar                             | Traar An der Elfrather Mühle 241, 47802 Krefeld Karte      | Es handelt sich um ein ehemaliges Rittergut Krefelder Stadtteil Krefeld-Traar, welches von Adeligen Mitte des 13. Jahrhunderts erbaut wurde. Für rund 500 Jahre war es im Besitz des Deutschen Ordens, gelangte nach der Säkularisation in Privatbesitz und wurde überwiegend als Gutshof benutzt.                                                                                              | Mitte des 13. Jahrhunderts         |                  | KR002           |
| weitere Bilder        | Wasserburg Hülser Burg                            | Hüls Herrenweg, 47839 Krefeld Karte                        | Es handelt sich um eine Ruine einer Wasserburg im Krefelder Stadtteil Hüls, die vom Ritter Friedrich von Hüls als Nachfolgeburg einer vor 1455 untergegangenen „alten Burg“ in der Nähe des Hülser Freibades erbaut wurde. Das Bild zeigt die Burgruine nach der Sanierung im Jahr 2007. | ab 1455                            |                  | KR005           |
| BW                    | Befestigungsanlage Puppenburg                     | Gellep-Stratum Nähe Am Oelvebach 29, 47809 Krefeld Karte   | Es handelt sich um untersten Reste einer Motte am Rande des Oelvebachs, der dazugehörige Graben ist nur noch andeutungsweise zu sehen. Die Vorburg ist mit Einfamilienhäusern überbaut worden. | zweite Hälfte des 13. Jahrhunderts |                  | KR008           |
|                       | Römische Scherbenstreuung                         | Traar                                                      | |                                    |                  | KR014           |
|                       | Römische Grabfunde zwischen Oppum und Stratum     | Latumer Bruch                                              | |                                    |                  | KR020           |
|                       | Römische Trümmerstelle zwischen Oppum und Stratum | Latumer Bruch                                              | |                                    |                  | KR024           |
|                       | Römische Trümmerstelle südlich Stratum            | Latumer Bruch                                              | |                                    |                  | KR025           |
| Burgwüstung Papenburg | Burgwüstung Papenburg                             | Hüls nördlich Hinter der Papenburg 25, 47839 Krefeld Karte | Es handelte sich um eine Hauptburg, die von einem ovalen wasserführenden Graben (ca. 10 Meter Breite) umgeben war. Das Gelände ist mittlerweile eingeebnet und nur noch an der Flureinteilung ablesbar. Komplett umbaut, Teile vom Boomdyk einsehbar. | 1363 erstmals erwähnt              |                  | KR026           |
| weitere Bilder        | Krefelder Landwehr                                | Benrad                                                     | siehe Landwehr Hückelsmay | um 1350                            |                  | KR029           |